# Diecéze litomyšlská
Diecéze litomyšlská byla založena papežem Klementem VI. 30. dubna 1344 spolu s povýšením pražského biskupství na arcibiskupství. Biskupství v Litomyšli de facto zaniklo za husitských válek. Roku 1973 bylo papežem Pavlem VI. obnoveno jako biskupství titulární.

## Historie

### Vznik biskupství v Litomyšli
Bulou papeže Klimenta VI. Ex superne providencia maiestatis datovanou 30. dubna 1344 vyvrcholily politické snahy českého krále Jana Lucemburského a jeho syna, markraběte Karla, o zřízení samostatné české (pražské) církevní provincie. Bylo tím dosaženo finálního vyvázání Prahy ze závislosti na mohučském arcibiskupském stolci, kterému Praha byla dosud církevněsprávně podřízena. Pražské biskupství bylo tímto papežským dokumentem povýšeno na arcibiskupství a zároveň bylo ustanoveno biskupství v Litomyšli. Obecnou podmínkou pro založení arcibiskupství totiž bylo, aby mělo alespoň dvě sufragánní diecéze. První diecézí podřízenou nově vzniklé pražské církevní metropoli byla samozřejmě olomoucká, tou druhou měla být snad původně slezská Vratislav. Patrně z důvodu mocenských třecích ploch s polským králem Kazimírem a hnězdenským arcibiskupstvím (jehož byla dosud Vratislav sufragánem) však bylo od tohoto záměru upuštěno a místo toho bylo zřízeno zcela nové biskupství v Litomyšli.
Litomyšl byla vybrána zřejmě z vícera důvodů. Měla výhodnou polohu na pomezí Čech a Moravy, a tedy zároveň na hranicích pražské a olomoucké diecéze. Nové biskupství mohlo převzít část území z obou dvou, větší část ovšem z rozsáhlejší diecéze pražské. Od 40. let 12. století zde navíc existoval premonstrátský klášter Olivetská hora (lat. Mons Oliveti), který mohl posloužit jako solidní materiální i personální základ pro budování nové episkopální správy. Kromě toho byla v porovnání s předchozími obdobími oblast východních Čech v polovině 14. století již poměrně hustě zalidněná a existovala zde značná geografická vzdálenost k církevně-správním centrům v Praze, resp. v Olomouci. To vše činilo Litomyšl ideálním místem pro sídlo nového biskupství.
Premonstrátská konventní bazilika Panny Marie byla zmíněnou zakládací listinou povýšena na katedrálu a prvním litomyšlským biskupem byl jmenován Jan, dosavadní opat premonstrátské kanonie v Louce u Znojma, kde ho v opatské funkci vystřídal stávající litomyšlský opat Jindřich Calta. Zbytek premonstrátů v Litomyšli zůstal, jejich majetek byl však zřejmě ztenčen ve prospěch nově vzniklého biskupského úřadu. V roce 1346 pověřil papež vratislavského biskupa Přeclava z Pogorelly o vnitřní organizaci litomyšlské diecéze, především pak o ustavení katedrální kapituly. Z řad litomyšlských premonstrátů byl utvořen dvacetiosmičlenný kanovnický sbor v čele s převorem a zbylí řeholníci byli ponecháni pro potřeby personálního doplňování kapituly. Přeclav dokončil svůj úkol v Litomyšl až v říjnu 1347. Na jeho konci bylo nové biskupství, které svým plynulým navázáním na premonstrátskou kanonii získalo v prvních letech své existence jakýsi řádový charakter, a to tím spíše, že i biskupem byl člen premonstrátského řádu.

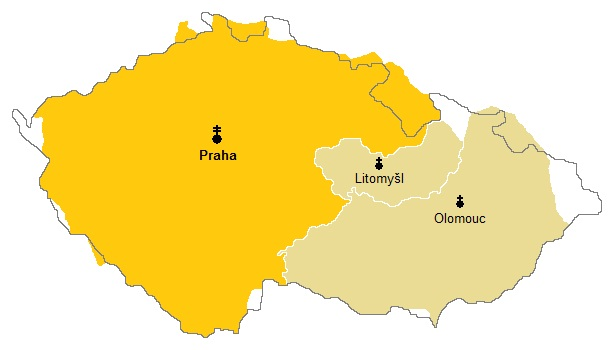
Církevně-správní členění Čech a Moravy kolem roku 1400

K vytyčení územního rozsahu litomyšlské diecéze došlo ještě později, zejména kvůli průtahům způsobených nevolí ze strany olomouckého biskupa Jana Volka. Nakonec byly hranice nové diecéze určeny v roce 1350 a o rok později stvrzeny papežem. Litomyšlská diecéze zdaleka nedosahovala rozsahu mateřských diecézí pražské či olomoucké a tvořilo ji následujících 6 děkanátů s celkovým počtem 147 farností: 
- z pražské diecéze 4 děkanáty se 117 farnostmi:
  - děkanát Chrudim s 45 farnostmi
  - děkanát Lanškroun s 16 farnostmi
  - děkanát Polička se 17 farnostmi
  - děkanát Vysoké Mýto s 39 farnostmi
- z olomoucké diecéze:
  - děkanát Šumperk se 22 farnostmi
  - děkanát Úsov s 8 farnostmi

### Biskupství v předhusitské době

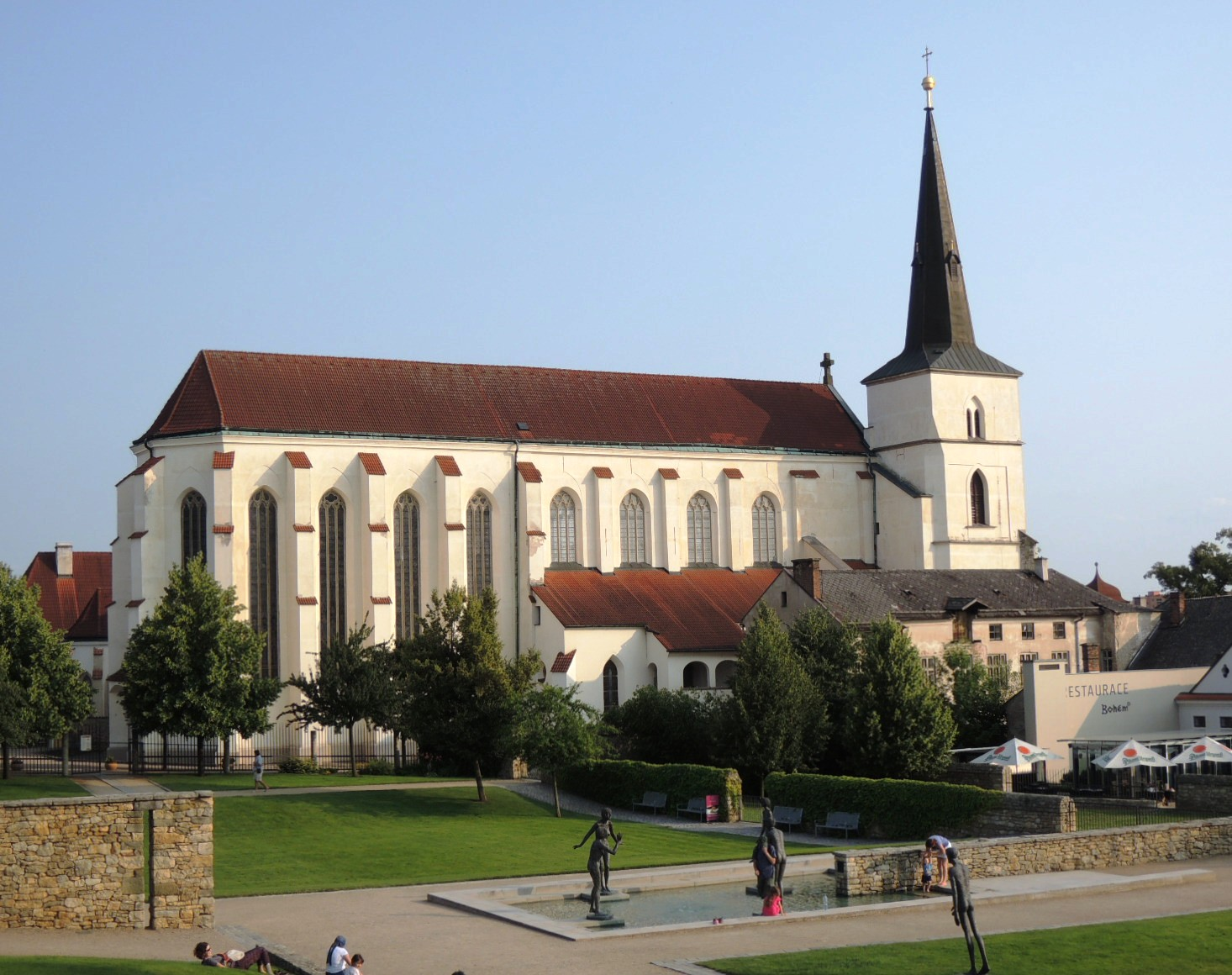
Pohled na kostel Povýšení sv. Kříže v Litomyšli z klášterních zahrad

V roce 1353 zemřel první litomyšlský biskup Jan I. Lucký a jako jeho nástupce byl papežem jmenován – zřejmě na přímou intervenci Karla IV. – Jan ze Středy, vratislavský a hlohovský kanovník, plebán ve Středě a blízký Karlův spolupracovník. Nejvýznamnějším počinem jeho litomyšlského episkopátu je založení konventu řádu augustiniánů poustevníků s kostelem sv. Kříže, jehož stavbou byl pověřen mistr Jakub vycházející snad z prostředí pražské parléřovské huti. Stavbě kláštera věnoval biskup Jan II. zcela mimořádnou pozornost, z postu jeho fundátora ji financoval (a to i v době, kdy již vykonával funkci olomouckého biskupa) a nakonec byl v konventním chrámu sv. Kříže v r. 1380 i pohřben. Další významnou událostí pro litomyšlskou diecézi bylo získání Lanšperského panství pod správu biskupství, čímž se ekonomicky posílil úřad litomyšlského biskupa. Z doby episkopátu Jana ze Středy je v Litomyšli doložen i úřad pomocného biskupa (vykonával jej Janův bratr Matěj), což bylo dáno zřejmě i faktem, že Jan ze Středy coby sídelní biskup se v Litomyšli pro svou vytíženost v císařských službách zdržoval jen velmi málo.
Když v roce 1364 zemřel pražský arcibiskup Arnošt z Pardubic, zaujal jeho místo dosavadní olomoucký biskup Jan Očko z Vlašimi a Jan II. ze Středy byl na žádost císaře Karla IV. papežem přeložen do prestižnější a bohatší diecéze olomoucké. Uvolněnou funkci litomyšlského biskupa získal císařův důvěrník a diplomat Albert ze Šternberka, který do té doby působil jako biskup ve Zvěříně. Již v roce 1368 byl však na Karlovu žádost jmenován arcibiskupem magdeburským a na litomyšlském biskupském stolci jej vystřídal Petr Jelito, který působil rovněž jako císařský diplomat. Do života diecéze zasáhl jen velmi málo, v Litomyšli trvale nesídlil a v porovnání se svými dvěma předchůdci jí nevěnoval mnoho pozornosti. Jediným významným počinem jeho episkopátu je založení konventu augustiniánů kanovníků v Lanškrouně v r. 1371. Na podzim téhož roku se však Albert ze Šternberka, zřejmě z vlastní iniciativy, vzdává funkce arcibiskupa magdeburského a je podruhé jmenován biskupem v Litomyšli. Petr Jelito jej střídá na magdeburském biskupeském stolci. Toto rozhodnutí bylo motivováno patrně jistou Albertovou únavou z konfliktů v Magdeburku, jeho zhoršujícím se zdravotním stavem (trpěl dnou) a svou roli nejspíše sehrála i blízkost Litomyšle šternberským rodovým statkům. 
V období svého druhého litomyšlského episkopátu (1371–1380) zasáhl Albert ze Šternberka významně do života své diecéze, a to hned v několika rovinách. Věnoval velkou péči katedrální liturgii, zavedl v diecézi slavení nových svátků a rozšířil kulty některých světců, mezi nimiž vyniká sv. Viktorín, prohlášený dokonce v r. 1376 diecézním patronem. Pro potřeby litomyšlských biskupů nechal zhotovit nákladně zdobený pontifikál, který se řadí k nejhodnotnějším kodexům 2. poloviny 14. století na našem území. V roce 1378 založil biskup Albert kartuziánský klášter Hájek Panny Marie (lat. Rubus beate Marie ) v Tržku, ve vsi nedaleko Litomyšle, kde v  závěru svého života často pobýval a kde snad i počátkem ledna 1380 zemřel.  
Po Albertově smrti zvolila litomyšlská kapitula za nového biskupa Jana z Moravy, který byl jako Jan III. litomyšlským biskupem 8 let. O jeho episkopátu v Litomyšli není mnoho známo, z počátku ho provázel střet s protibiskupem Hynkem Klukou z Klučova, následně spory s pražským arcibiskupem Janem Očkem z Vlašimi. Dvakrát se Jan III. pokusil o získání prestižnějšího olomouckého stolce, pokaždé neúspěšně. Z Litomyšle odešel v r. 1387, když byl papežem jmenován aquilejským patriarchou. Následně se litomyšlským biskupem stává dosavadní vyšehradský kanovník Jan Železný, osobnost, pro kterou byl litomyšlský biskupský stolec první významnou zastávkou v církevní kariéře. Během svého působení v Litomyšli přispěl zásadní měrou ke stabilizaci dosud velmi vypjatých vztahů mezi biskupem a katedrální kapitulou. Později se stal rozhodným odpůrcem Jana Husa a v r. 1415 se účastnil také Kostnického koncilu. Snad tím i nepřímo způsobil budoucí zkázu východočeské diecéze a Litomyšle, která se o deset let později stala jedním z terčů cíleného husitského tažení a devastace.  

### Zánik biskupství
V roce 1418 se litomyšlský biskup Jan Železný stal biskupem v Olomouci a na litomyšlském stolci jej v r. 1420 vystřídal důvěrník Václava IV. Aleš z Březí. Ten v Litomyšli pobyl jen krátce a neměl čas věnovat své diecézi větší péči. Poté co v r. 1421 husitská vojska vedená Janem Žižkou dobyla řadu měst ve východních Čechách, oblehla počátkem května i biskupskou Litomyšl. Aleš z Březí spolu se svou kapitulou z města uprchl a přesídlil do nedalekých Svitav, kde úřad biskupa litomyšlského (s faktickou jurisdikcí pouze pro moravskou část diecéze, která zůstala katolická) zastával až do své smrti r. 1442. Následující představitelé byli biskupy (do doby kolem r. 1480) nebo administrátory diecéze (do r. 1554) jen formálně. Zcela posledním administrátorem diecéze byl v letech 1532–1554 jistý Wolfgang, po jehož smrti již další administrátor jmenován nebyl. Biskupství litomyšlské tak vlastně postupně, přirozenou cestou, zaniklo.
O sto let později, v době rekatolizace, jejímž projevem bylo v českých zemích mj. zakládání nových diecézí, byla situace oproti počátku 15. století natolik jiná, že obnovení litomyšlské diecéze nepřipadalo v úvahu. Jako sídlo nového biskupství tak bylo v r. 1664 vybráno největší a centrálně položené město ve východních Čechách, Hradec Králové.

### Druhý život litomyšlského biskupství
Jako titulární biskupství bylo litomyšlské biskupství obnoveno v roce 1973 bulou papeže Pavla VI., samotná litomyšlská diecéze obnovena nebyla a titul biskup litomyšlský se uděluje jako titulární funkce biskupům bez vlastní diecéze. Jan Pavel II. jmenoval 18. prosince 1982 prvním titulárním biskupem litomyšlským Jaroslava Škarvadu, který jím byl (nejprve jako zvláštní biskup s působnostní pro Čechy žijící v zahraničí, od r. 1991 jako pomocný biskup pražský a od r. 2002 jako emeritní pomocný biskup) až do své smrti 14. června 2010. Od 21. května 2016 do 26. května 2022 byl titulárním biskupem litomyšlským brněnský pomocný biskup Pavel Konzbul, který se stal následně biskupem brněnským. Od té doby zůstala pozice titulárního litomyšlského biskupa neobsazena do 2. prosince 2024, kdy byl titulárním biskupem litomyšlským jmenován Prokop Brož v souvislosti se svým jmenováním do funkce pomocného biskupa královéhradecké diecéze.
Otázka obnovení biskupství v Litomyšli byla nastolena po roce 1990 skupinou nadšenců a řešena s královéhradeckým biskupstvím jako s tím biskupstvím, které by se muselo vzdát největšího počtu farností. Tehdejší sídelní biskup doporučil tuto otázku zatím nenastolovat. Mezitím povstala biskupství zcela nová, Plzeňské a Ostravsko-opavské.